# Solita Solano
Solita Solano, de nombre real Sarah Wilkinson (Troy (Nueva York), 30 de octubre de 1888-Orgeval (Yvelines), 22 de noviembre de 1975), fue una escritora, poeta y periodista estadounidense.

## Biografía
Provenía de una familia de clase media. Se educó en la Emma Willard School de Troy. Tras la muerte de su padre se casó con su novio de la infancia, Oliver Filley. Pasó los siguientes cuatro años en las Filipinas, China y Japón, donde éste trabajó como ingeniero. Volvieron a Nueva York en 1908.
Comenzó a trabajar como crítica teatral en New York Tribune y publicaba como freelance en National Geographic. Por esa época comenzó a utilizar el pseudónimo de Solita Solano.
En 1919 Solano conoció a la periodista Janet Flanner en Greenwich Village, con la que comenzó una relación sentimental. En 1921 viajaron a Grecia y Estambul, ciudad de la que Janet Flanner realizaba un reportaje para el National Geographic. Para entonces Solano había publicado tres libros, cuyo poco éxito la hizo volver al periodismo. Al año siguiente fueron a Francia, donde Janet Flanners fue corresponsal de The New Yorker. Allí se unieron al círculo intelectual-lésbico de Gertrude Stein, Alice B. Toklas, Natalie Clifford Barney, Romaine Brooks y Djuna Barnes. En 1929 Solano tuvo un affair con Margaret Anderson, fundadora de The Little Review, que había llegado a París con su amante, la cantante francesa Georgette Leblanc. Esa relación perduró durante varios años, aunque Anderson continuó viviendo con Leblanc.
Por esa época, Janet Flanner comenzó a publicar con el pseudónimo Genêt su serie Letter from Paris (Carta de París), para The New Yorker. Al comienzo de la Segunda Guerra Mundial (1939) Solano y Flanner volvieron a Nueva York.
A los pocos años, Solano abandonó a Flanner, después que esta comenzara una relación sentimental con Natalia Danesi Murray; y a su vez Solano comenzó otra con Elizabeth Jenks Clark. Solano presentó a Clark a su anterior pareja, Margaret Anderson, cuando esta volvió a los Estados Unidos. El trío llegó a ser un grupo íntimo de amigas, lo que no impidió que Anderson comenzara una relación con Dorothy Caruso, viuda del cantante Enrico Caruso.
Al terminar la Segunda Guerra Mundial (1945), Solano volvió a Francia, donde residió hasta su muerte.

## Gurdjieff y The Rope
Durante los años treinta y cuarenta, Solano estudió con el místico George Gurdjieff, y durante un tiempo actuó como su secretaria. Pertenecía a un grupo gurdiefiano conocido como The Rope (con Jane Heap, Margaret Anderson, Kathryn Hulme y Dorothy Caruso). Tras la muerte de Gurdjieff (1949), Solano se convirtió en líder del grupo, posición que ocupó hasta su propia muerte. Sus notas de las intervenciones de Gurdjieff ante el grupo son el registro más importante de su personalidad y método.

### Notas

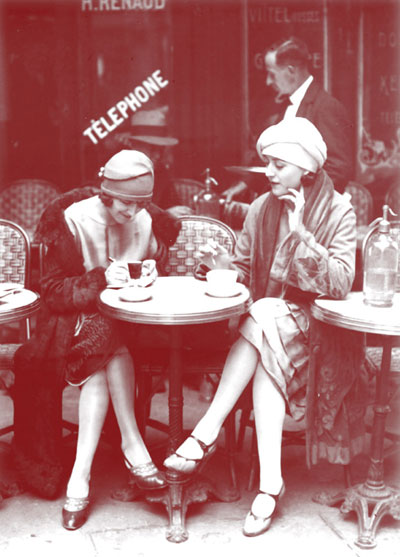
Solita Solano y Djuna Barnes en París (Maurice Brange, Au Café, 1922).